# Parapedaliodes milvia
Parapedaliodes milvia är en fjärilsart som beskrevs av Otto Thieme 1905. Parapedaliodes milvia ingår i släktet Parapedaliodes och familjen praktfjärilar. Inga underarter finns listade i Catalogue of Life.